# Castledermot
Castledermot (iriska: Díseart Diarmada) är en ort i republiken Irland.   Den ligger i grevskapet Kildare och provinsen Leinster, i den centrala delen av landet, 60 km sydväst om huvudstaden Dublin. Castledermot ligger 77 meter över havet och antalet invånare är 1 398.
Terrängen runt Castledermot är platt. Runt Castledermot är det glesbefolkat, med 17 invånare per kvadratkilometer. Närmaste större samhälle är Carlow, 9,4 km sydväst om Castledermot. Trakten runt Castledermot består i huvudsak av gräsmarker.